# Glen Benton
Glen Benton (født 21. september 1967) er en amerikansk musiker, bedst kendt for sin position som vokalist og bassist i dødsmetal-bandet Deicide, selvom han ikke bryder sig om at bruge "dødsmetal" terminologien. Han er også studievokalist for Vital Remains, og har også optrådt med dem til nogle få lejligheder. 

## Diskografi

### MedDeicide
- Som Amon; Feasting the Beast demo (1987)
- Som Amon; Sacrificial demo (1989)
- Deicide (1990)
- Legion (1992)
- Amon: Feasting the Beast compilation (1993)
- Once Upon the Cross (1995)
- Serpents of the Light (1997)
- When Satan Lives live album (1998)
- Insineratehymn (2000)
- In Torment in Hell (2001)
- The Best of Deicide compilation (2003)
- Scars of the Crucifix (2004)
- When London Burns DVD (2006)
- The Stench of Redemption (2006)
- Doomsday L.A. live EP/DVD (2007)
- Till Death Do Us Part (2008)

### MedVital Remains
- Dechristianize (2003)
- Icons of Evil (2007)

## Fodnoter
1. ↑  Deicide